# Croix hanséatique
La croix hanséatique (en allemand : Hanseatenkreuz) est une décoration allemande de trois villes hanséatiques de Brême, Hambourg et Lübeck, décernée lors de la Première Guerre mondiale. Chaque ville-État a établi sa propre version de la croix, mais les critères de conception et d'attribution ont été similaires pour chacun.
|  |  |  |

## Création et critères d'obtention
La croix hanséatique a été créée conjointement par accord des sénats des trois villes, avec des dates de ratification des sénats différentes. La version de la ville de Lübeck a été créée d'abord, le 21 août 1915. Hambourg a créé sa propre croix le 10 septembre 1915 et Brême le 14.
La croix a été accordée au mérite dans la guerre, et pouvait être attribuée à des civils ainsi qu'à du personnel militaire. Lorsque la croix était décernée pour bravoure ou de mérite de combat, elle était l'équivalent des trois villes de la croix de fer prussienne.
La croix de Brême a été décernée environ 20 000 fois et celle de Hambourg, la plus grande ville hanséatique, environ 50 000 fois. Lübeck étant la plus petite des villes hanséatiques, sa croix hanséatique a été accordée entre 8 000 à 10 000 fois.

## Description
La croix hanséatique ne possède qu'une seule classe, une croix portée par un ruban sur la poitrine gauche. La croix rouge était une croix en argent émaillé, qui portait les armes de la ville-État sur le médaillon central. L'envers est identique pour les trois versions et le médaillon central porte l'expression « Für Verdienst im Kriege » (pour le mérite dans la guerre) et la date de « 1914 ».
Le ruban est composé de deux couleurs de la Ligue hanséatique, le rouge et blanc, mais la disposition des deux couleurs sur la bande change dans les trois versions de la médaille :
- Version de Brême
- version de Hambourg
- version de Lübeck

Un diplôme accompagne l'attribution de cette croix.

## Quelques récipiendaires
Ville de Brême
- Conrad Albrecht, Generaladmiral
- Leopold Rosenak, Feldrabbiner

Ville de Hambourg
- Wolfgang von Chamier-Glisczinski, Generalleutnant
- Erich-Heinrich Clößner
- Werner von Fritsch, Generaloberst et Oberbefehlshaber des Heeres
- Theodor Groppe, Hauptmann, später Generalleutnant et Widerstandskämpfer
- Friedrich Herrlein, Hauptmann
- Hans Jauch, Oberst et Freikorpsführer
- Wilhelm Kaisen, Bürgermeister de Brême
- Sigmund Moosauer, Sanitätschef der Kriegsmarine
- Edwin Graf von Rothkirch und Trach, General der LIII. Armee
- Alfred Saalwächter, Generaladmiral
- Rudolf Schniewindt, Stabsoffizier
- Christian Wegner, Jagd u. Artillerieflieger, Verleger

Ville de Lübeck
- Karl von Bülow, Generalfeldmarschall
- Viktor Mann, Reserveoffizier
- Ernst von Weizsäcker, Staatssekretär im Auswärtigen Amt
- Heinrich Kühne, Vizeadmiral a. D.

Villes de Hamburg et Lübeck
- Hans Howaldt, Commandant d'U-Boot
- Otto Dziobek, Oberstleutnant

Les 3 villes
- Léopold de Bavière ;
- Guillaume II, empereur ;
- Franz von Hipper, amiral ;
- Manfred von Richthofen, aviateur.